# Lychnis kiwuensis
Lychnis kiwuensis là loài thực vật có hoa thuộc họ Cẩm chướng. Loài này được (T. C. E. Fries) M.Popp mô tả khoa học đầu tiên năm 2008.